# Leptaulax timoriensis
Leptaulax timoriensis es una especie de coleóptero de la familia Passalidae.

## Distribución geográfica
Habita en la Isla de Flores (Indonesia), Timor y Sumba.